# Eurokod 7
Eurokod 7 (EC 7, EN 1997): Projektowanie geotechniczne – Norma
Europejska, wchodzi w skład Eurokodów, dotyczy projektowania fundamentów i obiektów budowlanych metodą stanów granicznych w zakresie oddziaływań geotechnicznych, tzn. przekazywanych na konstrukcję przez grunt, materiał nasypowy, wodę powierzchniową lub gruntową.
Określa zasady:
- rozpoznania warunków gruntowo-wodnych, występujących w otoczeniu konstrukcji obiektu,
- ustalenia oddziaływań na konstrukcję, wynikających z warunków podłoża (np. parcie gruntu),
- projektowania konstrukcji z uwagi na te oddziaływania.

Uzależnia zakres i sposób postępowania podczas projektowania i wykonania obiektów od stopnia trudności zadania (tj. kategorii geotechnicznej obiektu).

Bezwzględnie stosowana łącznie z EN 1990 i EN 1991.

## Pakiet Eurokod 7[3]
| EN 1997-1 | Część 1 | Zasady ogólne                              |
| EN 1997-2 | Część 2 | Rozpoznawanie i badanie podłoża gruntowego |